# Ahmed Faras
Ahmed Faras (arabsky أحمد فرس‎, 7. prosince 1946 nebo 1. ledna 1946 Mohammedia, Maroko – 16. července 2025) byl marocký fotbalový záložník a reprezentant. Zúčastnil se s marockou reprezentací LOH 1972 v Mnichově, MS 1970 v Mexiku a Afrického poháru národů 1976 v Etiopii (zde získal s marockým týmem zlaté medaile). Za rok 1975 získal ocenění Africký fotbalista roku.
Hrál ve své kariéře pouze za marocký klub SC Chabab Mohammédia.